# Jets’n’Guns
Jets’n’Guns – dwuwymiarowa gra komputerowa z gatunku strzelanek (i z podgatunku gier zwyczajowo nazywanych kosmicznymi strzelankami) wydana pod koniec 2004 roku na systemy Microsoft Windows przez RakeInGrass. W kwietniu 2006 roku wydano grę na platformę OS X. 5 lutego 2014 roku ukazała się na platformie Steam dzięki przejściu przez program Steam Greenlight.

## Przegląd
Producenci oznajmili, że w głównej mierze zainspirowały ich gry Tyrian 2000, Project-X oraz Walker. Jak w grze Tyrian, gracz zbiera pieniądze za zniszczonych wrogów i zbiera bonusy napotkane na drodze. Pomiędzy kolejnymi misjami gracz może zakupić dodatkowe bronie i urządzenia oraz je ulepszać.
Jets’n’Guns jest jednak bardziej rozbudowane w tym względzie od Tyriana. Do wyboru jest bardzo dużo różnej maści broni oraz wiele możliwości ulepszenia statku. W przeciwieństwie do Tyriana, gdzie gracz mógł przejść grę używając jedynie broni dostępnych na starcie (z ulepszeniami), w JnG gracz – aby odnieść sukces – musi eksperymentować z nowymi broniami, co powoduje, że gra ma większy stopień trudności on innych gier typu shoot'em up. W grze nie ma również określonej liczby „żyć”, więc gracz może rozgrywać tą samą misję, ile tylko razy zechce, dopóki jej nie przejdzie.
Producenci oświadczyli, że jednym z powodów, dla którego stworzyli strzelankę z ekranem przesuwanym poziomo, a nie pionowo, jest fakt, że mogli umieścić w grze dużą dawkę humoru obrazowego. Gracz zauważa podczas gry na przykład plakaty reklamujące jakieś bronie ze sklepu z napisami jak „Ultimate destructive power!” czy „As seen on TV!”. Innym przykładem humoru niech będzie napis „Jeśli możesz to przeczytać, to znaczy, że jesteś blisko śmierci” umieszczony na jednym z wrogich statków.
W grze liczy się również strategia. Gdy gracz zestrzeli wrogi statek, ten spada na ziemię powodując spustoszenie. Unicestwianie piechoty często kończy się latającymi kończynami tejże czy rozbryzgami krwi.

## Fabuła
W Jets’n’Guns gracz zaczyna jako wolny strzelec, który decyduje się na zneutralizowanie kryminalistów w pewnym sektorze wszechświata. Krótko potem gracza znajduje jego przełożony z poprzedniej wojny, płk. Troubleman, którego bazą jest USS Impotence. Wyjaśnia on, że Xoxx, zły dyktator, powrócił i porwał naukowca profesora Von Hamburgera. Profesor tworzył właśnie gigantyczne działo kwantowe, które miałby użyć w celach pokojowych. Xoxx jednakże zamierza odebrać działo, ponieważ, teoretycznie, może ono zniszczyć cały wszechświat za pomocą jednego strzału. Erecta Von Hamburger, córka profesora, również kontaktuje się z bohaterem, lecz głównie zależy jej na odzyskaniu ojca.
Gracz wpierw musi ukraść lepszy statek bojowy, TMIG-226, z pilnie strzeżonych laboratoriów FeX. Następnie gracz ma się spotkać z pułkownikiem na podkładzie USS Impotence, którego załoga ratuje gracza przed śmiercią z rąk kosmicznych piratów poprzez zniszczenie ich statków laserami. Większość następnych misji będzie polegała na zniszczeniu sił Xoxxa i próbach odgadnięcia, gdzie został ukryty razem z działem.
Po wielu bitwach przeciwko siłom Xoxxa gracz ratuje profesora. Krótko po tym wydarzeniu zlokalizowane zostaje działo kwantowe, Lord Chaos Mk 1. Jednakże gdy gracz jest bliski pokonania w pojedynku Xoxxa, ten ucieka w wehikule czasu, zostawiając wiadomość, że jest już za późno, aby zatrzymać proces wystrzału działa. Wszechświat zostaje zniszczony, zostawiając statek bohatera lecący pośród szczątków skamieniałości podczas przewijania napisów końcowych. Ostatecznie jednak pojawia się uskok w czasoprzestrzeni (który już wcześniej odegrał znaczącą rolę w fabule), sprowadzając gracza na początek całej historii, jednak na wyższym poziomie trudności.

## Rozgrywka

### Ulepszenia
Pomiędzy etapami gracz ma możliwość kupowania ulepszeń dla swojego statku. Część podstawowych ulepszeń dotyczy sterowności, szybkości oraz chłodzenia. Ciekawym gadżetem jest Atarix, który daje graczowi możliwość odblokowania zamków w ładunkach przechwyconych z transporterów w trakcie misji. Inne ulepszenia zwiększają poziom obrony czy regenerację ochronki. Kolejne pozwalają graczowi na zdobywanie nagród pieniężnych za masowe zabijanie oddziałów piechoty. Jest również ulepszenie pozwalające na stworzenie maksymalnie pięciu różnych profili broni, które mogą być zmieniane w czasie gry zależnie od sytuacji gracza.

### Broń
Pomiędzy kolejnymi misjami gracz może kupować bronie. Wraz z postępami w grze będzie rosła ilość dostępnych rodzajów broni. Statek, którym gracz zaczyna zawiera jedynie dwa miejsca na froncie umożliwiające zamontowanie broni. Statek TMIG-226, kradziony przez gracza w jednej z pierwszych misji, ma sloty na jeden system bombowy, jeden system rakietowy, trzy bronie na froncie i jeden slot na tyle. Niektóre bronie mogą być użyte jedynie na przedzie lub tyle. Wybór broni cechuje duża różnorodność, od miotaczy płomieni przez bronie energetyczne kończąc na dziale plazmowym czy działkach kwasu siarkowego. Większość broni można po zakupie dodatkowo ulepszać. Dzięki temu można ulepszyć m.in. siłę rażenia czy szybkostrzelność. Podczas oglądania danych dotyczących poszczególnych broni, wskaźniki pokazują jaka jest moc broni (czaszki), jak dużo wydziela ciepła (płomienie) oraz jej szybkostrzelność (pioruny).
Większość broni wydziela ciepło przy strzale, pokazywany przez miernik ciepła. Gdy poziom ciepła przekroczy pomarańczowy obszar, a następnie czerwony, statek przegrzeje się i nie będzie mógł strzelać dopóki odpowiednio się nie schłodzi. Dlatego też ulepszanie systemów chłodzących jest niezbędne. Z ulepszonym systemem chłodzącym, statek będzie mógł strzelać dłużej bez przegrzania oraz szybciej będzie stygł. Bomby i rakiety nie generują ciepła. Bomby są jedynymi, które używają miernika amunicji.

## Krytyka gry
Głosy krytyczne dotyczą długości gry w porównaniu z innymi grami z tego gatunku. Dostępne 21 poziomów można przejść w dwie, trzy godziny. Kolejna co do ważności grupa problemów dotyczy tekstów w grze. Niektóre z nich, na przykład opisy misji, zawierają błędy gramatyczne i ortograficzne. Może to wynikać z tego, że język angielski nie jest językiem ojczystym producentów.

## Ścieżka dźwiękowa
Ścieżka dźwiękowa została stworzona przez grupę Machinae Supremacy. Grupa stworzyła ponad 50 minut oryginalnej muzyki do gry o różnych gatunkach. Zespół udostępnił cały ścieżkę dźwiękowa, bez dwóch utworów, na swojej stronie w formacie MP3. Utwory dostępne na stronie są wyższej jakości i troszkę dłuższe wersje niż te dostępne w grze. Muzyka w grze została skrócona, aby można było ją zapętlić.

## JnG Gold
W grudniu 2006 RakeInGrass wydało sequel/rozszerzenie do gry, nazwane Jets’n’Guns Gold. Rozszerzenie zawiera 21 nowych poziomów, wykorzystuje grafikę w rozdzielczości 800 × 600 (w porównaniu do 640 × 480 z oryginalnej gry), nowe bronie i statki oraz sześć nowych utworów muzycznych, stworzonych przez Hubnester Industries (produkcja siostrzana dla Machinae Supremacy). Fabuła w tej wersji została stworzona od nowa i jest pokazywana w formie komiksu.